# Izaute (Gélise)
Pour les articles homonymes, voir Izaute.
L'Izaute est une rivière du Sud de la France.

## Géographie
De 37,5 km de longueur, l'Izaute prend sa source sur la commune de Dému dans le Gers et se jette dans la Gélise en limite du Lot-et-Garonne à Castelnau-d'Auzan au lieu-dit Torrebren.

### Départements et communes traversés
- Gers : Dému, Noulens, Ramouzens, Lannepax, Courrensan, Lagraulet-du-Gers, Eauze, Cazeneuve, Bretagne-d'Armagnac, Montréal, Castelnau d'Auzan Labarrère.

## Principaux affluents
- la Rieuze : 9,9 km
- le Launet : 4,7 km
- le Castillon : 4,1 km